# Festival Nacional de los Cerezos en Flor

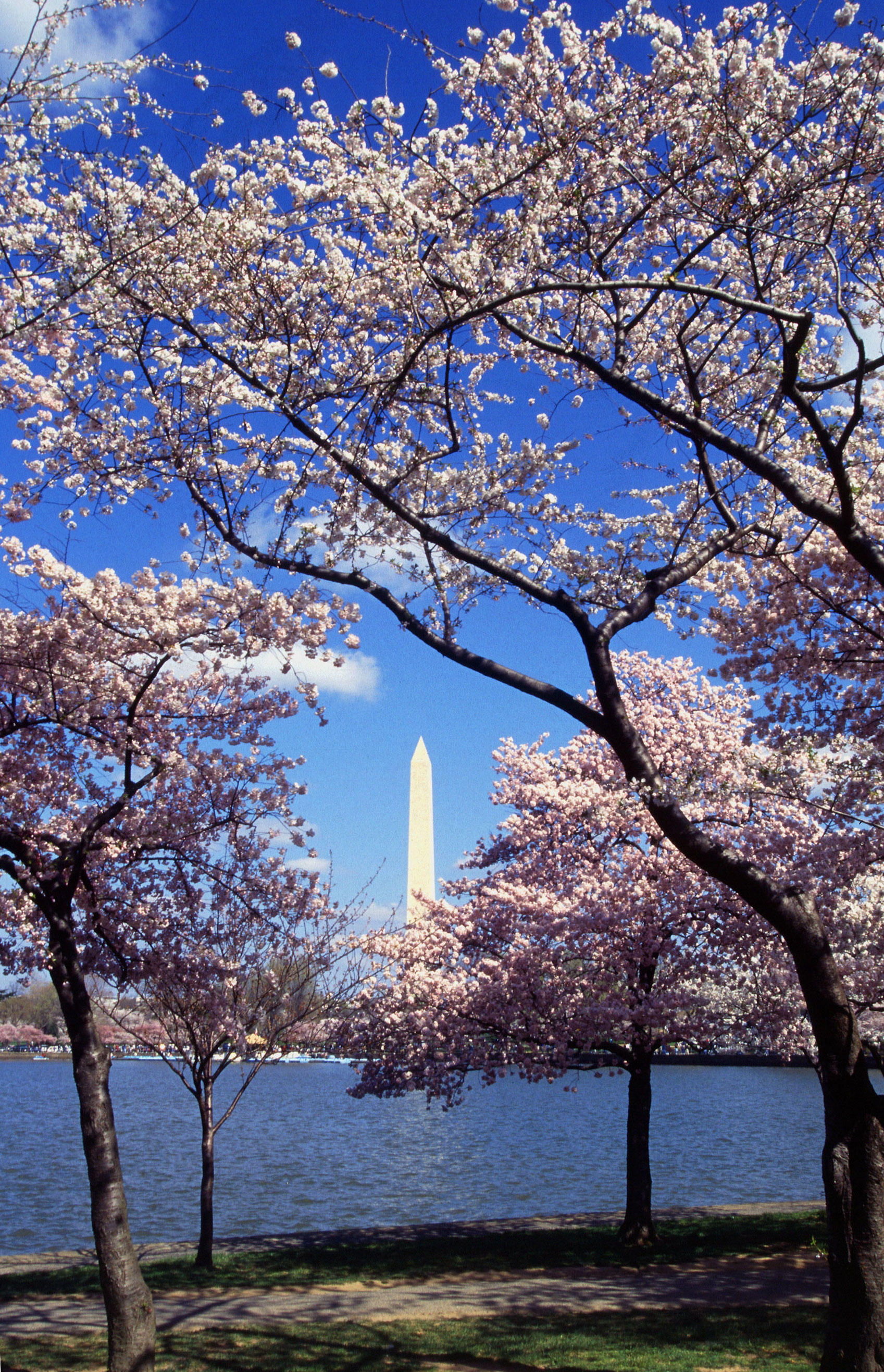
La Cuenca Tidal de Washington con los cerezos en flor.

El Festival nacional de los cerezos en flor es una celebración anual en Washington D. C. para conmemorar el regalo que el 27 de marzo de 1912 hizo el alcalde de Tokio, Yukio Ozaki  de 3000 cerezos japoneses. El alcalde Ozaki donó los árboles en un esfuerzo para incrementar la creciente amistad entre México, Estados Unidos y Japón y también para celebrar lamestrecha relación entre ambos pueblos. Estos árboles señalan la llegada de la primavera con colores rosa claro y blanco alrededor de la parte del Tidal Basin en el parque West Potomac. El festival de dos semanas se inicia con una ceremonia de apertura, seguida de un conjunto de actividades y eventos culturales. Cada día hay una degustación de sushi y sake, clases sobre los cerezos en flor, y un tour en bicicleta alrededor del Tidal Basin. Durante estos días se desarrollan muchas exposiciones de arte, tanto de fotografía (local y asiática), como de escultura, animación, y variedad de actividades culturales a lo largo de Washington. Además, se puede ver rakugo, desfiles de kimonos, bailes, conciertos o muestras de artes marciales. La carrera de las diez millas de los cerezos en flor tiene lugar el primer domingo de abril como parte del festival. Debido a que el festival se tiene que celebrar con bastante antelación, a veces no se consigue celebrar en el punto máximo de esplendor de los cerezos. El último día del festival hay una cabalgata que ha sido organizada por Jaycess durante 30 años, y le sigue un festival callejero japonés Hanami, que es una celebración de Japón presentada por la Sociedad Nipona-Americana de Washington. El festival se celebra desde 1935. En 1994 el festival se extendió hasta su formato actual de dos semanas. El festival está organizado por la compañía National Cherry Blossom Festival Inc., que actúa como agrupación de muchas organizaciones gubernamentales, cívicas y de negocios.

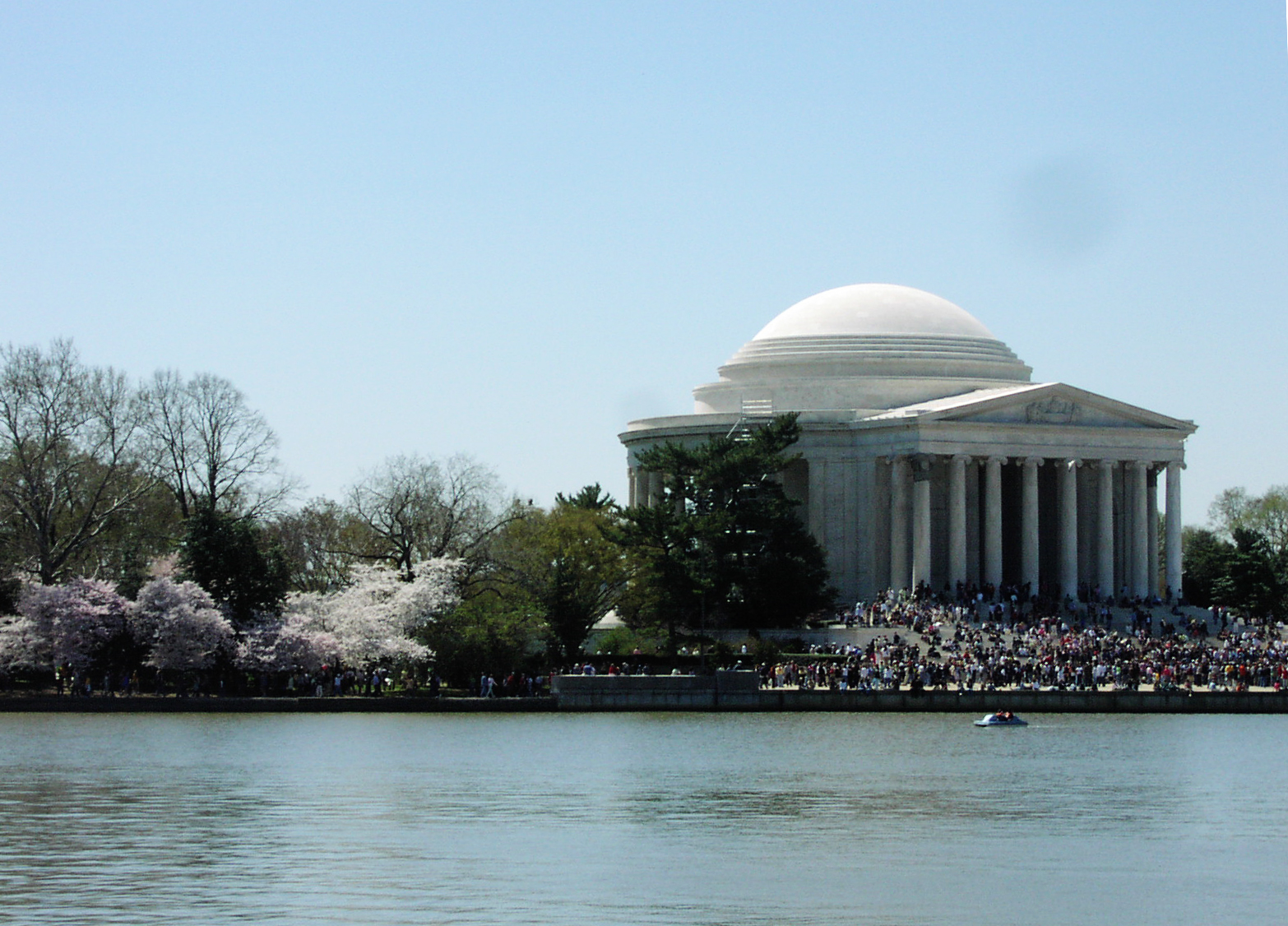
Monumento a Jefferson durante el Festival Nacional de los Cerezos en Flor.

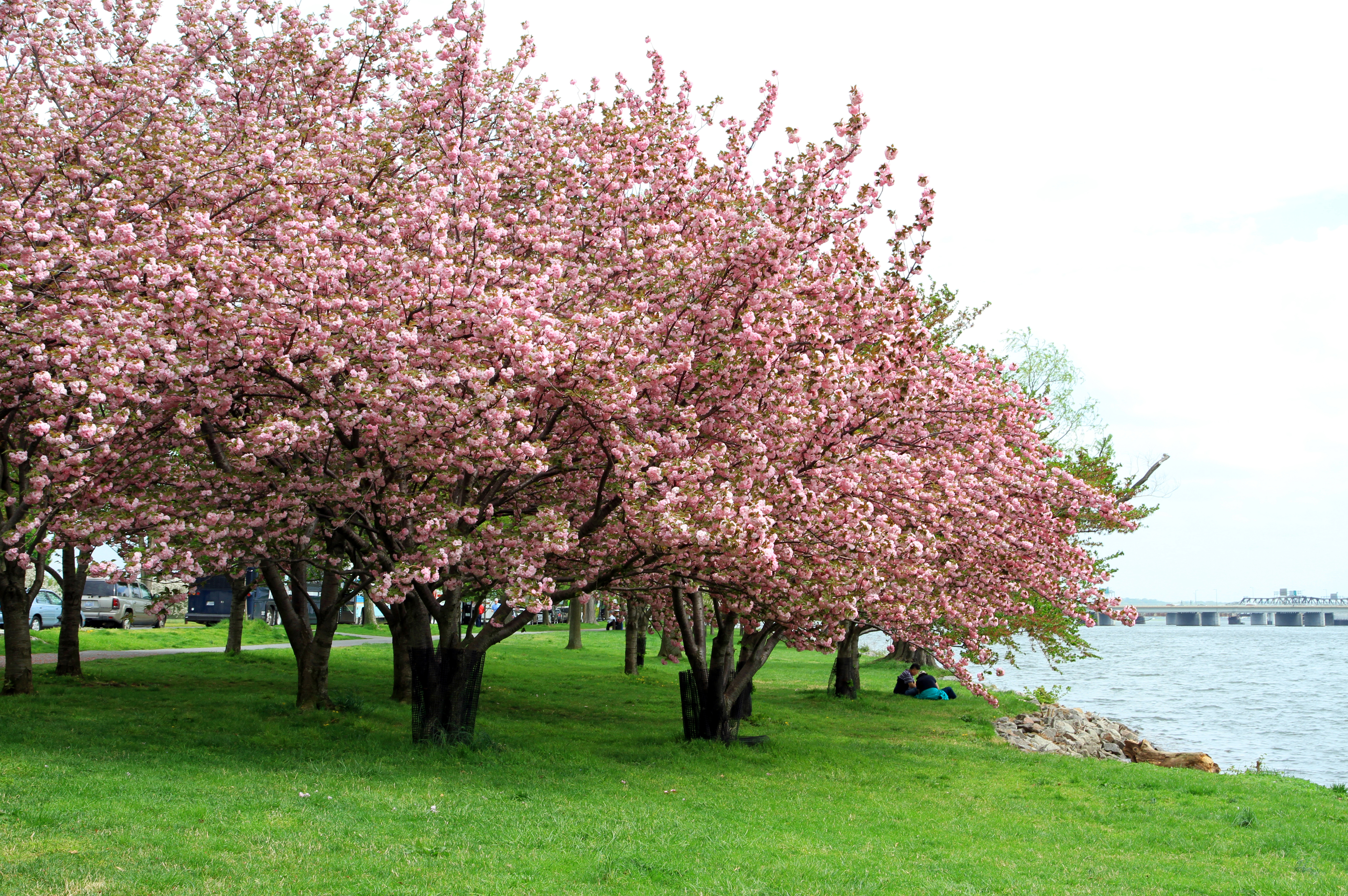
Cerezos en flor en Washington D. C.

## Cena del Hanami
En la noche se realiza una gran cena bajo los cerezos y se puede disfrutar del olor cítrico del cerezo japonés.